# Swadic Sanudi
Swadic Sanudi (21 ottobre 1983) è un ex calciatore malawiano, di ruolo portiere che militava nella Nazionale malawiana.